# Humboldt (Kansas)
Pour les articles homonymes, voir Humboldt.
La ville de Humboldt est située dans le comté d’Allen, dans l’État du Kansas, aux États-Unis. Sa population s’élevait à 1 953 habitants lors du recensement de 2010, estimée à 1 847 habitants en 2017. Elle se trouve sur la rive de la rivière Neosho.

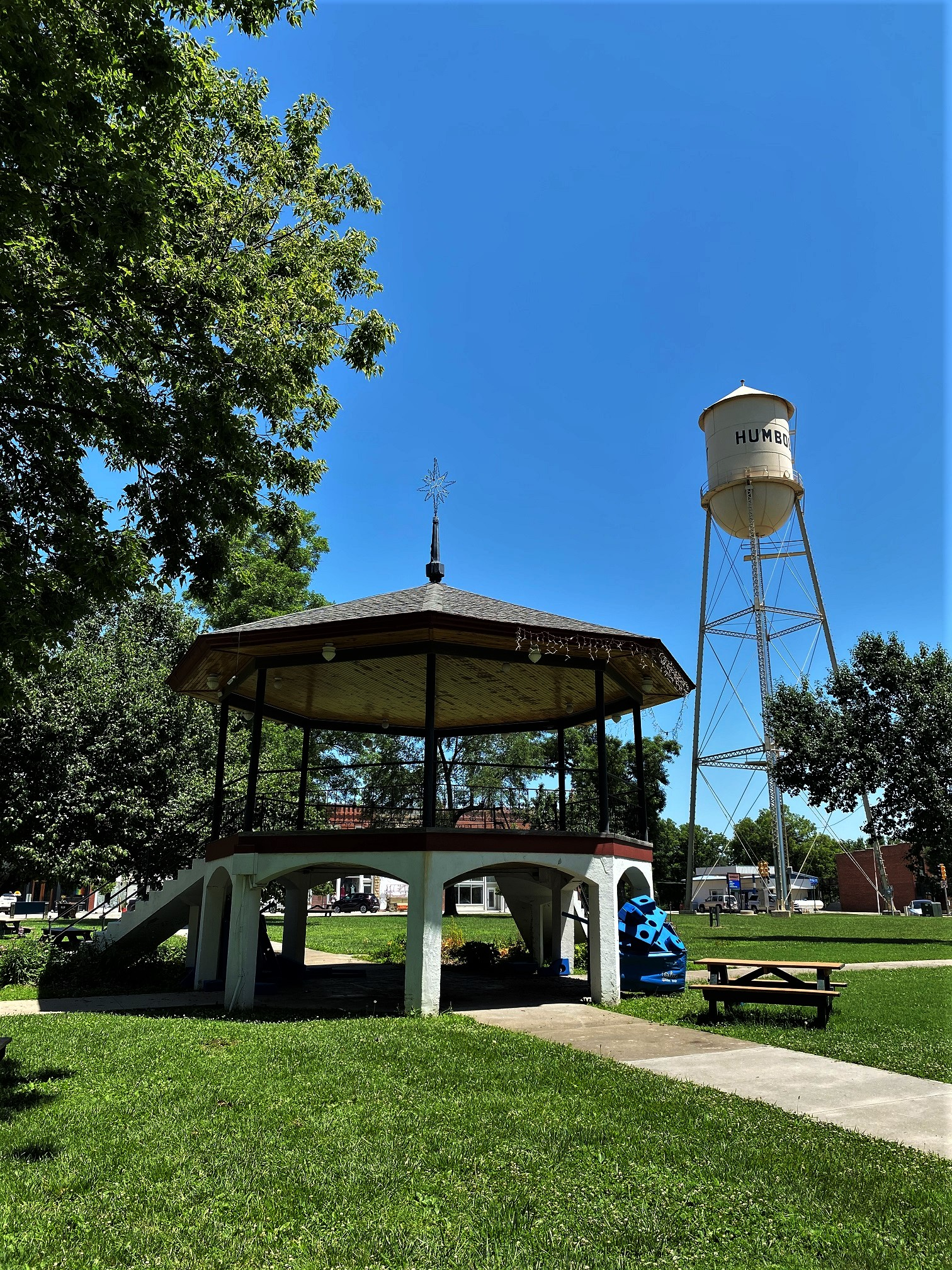
Kiosque à musique du parc de la place de la ville et château d'eau de la ville (2021)

## Source
- (en) Cet article est partiellement ou en totalité issu de l’article de Wikipédia en anglais intitulé « Humboldt, Kansas » (voir la liste des auteurs).